# Wolfisheim
Wolfisheim är en kommun i departementet Bas-Rhin i regionen Grand Est (tidigare regionen Alsace) i nordöstra Frankrike. Kommunen ligger i kantonen Mundolsheim som tillhör arrondissementet Strasbourg-Campagne. År 2022 hade Wolfisheim 4 191 invånare.

## Befolkningsutveckling
Antalet invånare i kommunen Wolfisheim
| Referens: INSEE |